# 韓儒
韓儒，直隶顺德府平鄉縣人，民籍，明朝政治人物。

## 生平
弘治十四年（1501年）辛酉科順天鄉試舉人，正德九年（1514年），登甲戌科三甲174名進士。正德十二年河南汝阳县知县，十五年，接替劉秉仁，擔任直隶常州府宜興縣知縣，后升太僕丞。由何棟接任知縣。历官云南鹤庆府知府，嘉靖十八年（1539年）六月升四川按察司副使。